# Gilbert Devèze
Pour les articles homonymes, voir Devèze.
Gilbert Devèze, né le 21 juin 1921 à Lyon, mort le 8 avril 2010 à Boulogne-sur-Mer, est un résistant et homme politique français.

## Biographie
Fils d'un industriel lyonnais, petit-fils d'Auguste Isaac, député du Rhône et ministre du Commerce, il fait sa scolarité secondaire en Suisse, puis entame des études d'agronomie qui sont interrompues par la guerre. Mobilisé, fait prisonnier, il rejoint la Résistance dès 1940 et s'engage dans la lutte contre l'occupant en participant à un réseau de résistance polonaise en Franceauquel participent, par exemple, Pierre Fraysse, Georges Benoit ou Marthe Viennot, avant de s'engager dans les Forces françaises libres. Il participe alors aux campagnes de Libye, puis d'Italie.
Démobilisé en 1945, ses activités pendant la guerre lui vaudront de nombreuses décorations, dont la Légion d'honneur, la croix de guerre et la médaille de la résistance.
Il s'installe alors dans l'Aisne, dans le petit village de Bièvres, dont il est élu maire en 1947. Directeur d'une scierie à Coucy-lès-Eppes, il est ensuite, à partir de 1954, gérant des sociétés de produits chimiques pour l’automobile Holt-Products et Romac-Industries, société dont il sera PDG à partir de 1970.
Candidat de la droite indépendante, proche du CNIP et du président départemental de la FNSEA René Blondelle, il est, en 1958, élu député de l'Aisne, battant au second tour le sortant socialiste Marcel Levindrey.
Inscrit au groupe des indépendants et paysans d'action sociale, il intervient sur les questions agricoles, mais aussi sur d'autres dossiers moins attendus, comme l'aviation civile ou la situation de la Guyane.
Opposé à toute évolution de l'Algérie vers l'indépendance, il vote la motion de censure qui renverse le gouvernement Pompidou le 4 octobre 1962.
Lors des élections législatives anticipées qui suivent, il est distancé au premier tour par le gaulliste Guy Sabatier, et perd son siège. Il se consacre alors à l'animation de divers réseaux associatifs locaux : anciens résistants, amicale des parachutistes, aéro-club, Rotary...
Élu conseiller général de l'Aisne, dans le canton de Craonne, en 1967, il est l'année suivante de nouveau candidat aux législatives, sous l'étiquette Progrès et Démocratie Moderne, mais n'est qu'en troisième position au premier tour.
Vice-président du conseil général en 1970, il est en 1971 élu sénateur de l'Aisne, et siège parmi les Républicains indépendants. À la Haute Assemblée,où il siège jusqu'en 1980, il défend des positions de droite assez traditionnelle et défend à de multiples reprises les intérêts agricoles.
Au niveau local, il est à l'initiative de la création du Parc de l'Ailette.
Opposé à la loi Veil sur l'IVG, il prend de plus en plus de distances vis-à-vis de Valéry Giscard d'Estaing, dont il avait été, en 1974, un des plus importants soutiens dans l'Aisne. Contestant la politique d'immigration du gouvernement, il se rapproche de l'extrême-droite et, sans adhérer au Front national, fréquente les réunions de cette organisation.
Cette nouvelle ligne politique lui fait perdre son siège de conseiller général en 1979, au profit de la maire socialiste de Corbény, Pierrette Curtil, puis celui de Sénateur l'année suivante, où il n'obtient que 162 voix (9,7 %).
Il adhère en 1982 au FN, et participe à la sortie de ce parti de la marginalité. Candidat aux élections européennes de 1984 sur la liste menée par Jean-Marie Le Pen, il entre au Parlement européen (Groupe des droites européennes) en 1986, en remplacement de Jean-Pierre Stirbois qui venait d'entrer à l'Assemblée nationale. Son mandat de député européen n'est pas renouvelé en 1989. Cette même année, il échoue à retrouver son siège de sénateur. Après avoir brièvement été secrétaire départemental du Front national dans l'Aisne, il se brouille avec la direction nationale du parti après avoir soutenu un candidat UDF contre celui du FN lors d'une cantonale partielle, en 1991. Il est alors exclu du parti, et s'éloigne de la vie politique.
Il meurt le 8 avril 2010 à Boulogne-sur-Mer.